# Антич, Радомир
Ра́домир (Ра́дди) А́нтич (серб. Радомир «Радди» Антић / Radomir «Raddi» Antić; 22 ноября 1948, Житиште, Воеводина — 6 апреля 2020, Мадрид) — югославский футболист, сербский футбольный тренер.

## Карьера

### Игрок
Антич родился в Житиште в сербской семье, которая поселилась в маленьком городке Банат незадолго до его рождения (его отец Йован Янович из деревни близ Биелины, Боснии и Герцеговины, его мать Милка из региона Грмец). Затем семья переехала в Титово-Ужице, когда Радомиру было шесть лет. Он начал свою карьеру с ФК «Слобода» Титово-Ужице (1967—1970), а затем перешёл в клуб, где играл большую часть своей карьеры, «Партизан» (Белград) (1970—1977).
Летом 1977 года он подписал контракт с турецким «Фенербахче». Провёл два года в Стамбуле до переезда в Ла Лигу, где играл за «Реал Сарагоса».
В 1980 году Антич перешёл в «Лутон Таун», в сезоне 1981/82 помог ему выиграть второй футбольный дивизион Англии и выступал в Лутоне до 1984 года. Известный в Англии как Рэдди, в мае 1983 года он забил гол, который спас клуб от вылета из высшего дивизиона. Это произошло за четыре минуты до конца игрового времени в последнем матче сезона против «Манчестер Сити», проходившем на городском стадионе Манчестера «Мейн Роуд».
Единственный матч за сборную Радомир Антич провёл 26 сентября 1973 против Венгрии (1:1).

### Тренерская
Антич — единственный в истории тренер, в разное время возглавлявший мадридские «Реал» и «Атлетико», а также «Барселону». С «Атлетико» в 1996 году Антич сделал «золотой дубль», выиграв чемпионат и Кубок Испании.
В марте 2004 года он уволился из «Сельты», которая выбывала во второй дивизион, и оставался без тренерской работы более четырёх лет. Сборную Сербии, впервые выступавшую отдельно от сборной Черногории, Антич возглавил лишь за две недели до начала отборочной кампании к чемпионату мира 2010 года. Антич немедленно вернул в команду Милоша Красича, выступавшего тогда за московский ЦСКА, который не играл за сборную при Мирославе Джукиче, а в первом же матче против сборной Фарерских островов в сборной Сербии дебютировали Ненад Милияш и Милан Обрадович. Через четыре дня после игры с фарерцами сербы уступили сборной Франции в гостях, после чего выиграли шесть из семи следующих матчей отборочного турнира и досрочно обеспечили себе первое место в группе, заставив французов участвовать в стыковых матчах. Победные традиции были продолжены и в товарищеских матчах — после отборочного турнира сербы выиграли четыре игры с общим счётом 10:0, причём все матчи были выездными, а в трёх из них сербам противостояли участники чемпионата мира 2010 года: команда Антича переиграла сборные Алжира и Японии с одинаковым счётом 3:0, а также оказалась сильнее сборной Южной Кореи — 1:0. Только в последней товарищеской игре сербы уступили сборной Новой Зеландии на нейтральном поле — 0:1.
На самом чемпионате мира Сербия выступила не очень удачно, проиграв в стартовом матче сборной Ганы. Однако в следующем матче с немцами сербы сотворили сенсацию, обыграв их со счётом 1:0. В решающем матче против сборной Австралии сербы уступили 1:2 и не сумели выйти в плей-офф.
В июле 2010 года Антич был дисквалифицирован ФИФА на четыре матча. В этот период Антича на посту главного тренера сборной Сербии мог сменить тренировавший тогда сборную Катара Бора Милутинович, с которым Футбольный союз Сербии вёл переговоры.
25 декабря 2012 года подписал двухлетний контракт с клубом китайской Суперлиги «Шаньдун Лунэн». Однако уже через год специалист покинул занимаемый пост.

## Достижения

### Как футболист
Партизан
- Чемпион Югославии: 1975/76

Фенербахче
- Чемпион Турции: 1977/78

Лутон Таун
- Победитель Второго дивизиона Футбольной лиги: 1981/82

### Как тренер
Атлетико Мадрид
- Чемпион Испании: 1995/96
- Обладатель Кубка Испании: 1996

## Семья
Супругу Радомира зовут Вера. У них двое детей: дочь Ана (замужем за баскетболистом Николой Лончаром) и сын Душан (жена Мирияна). Внуки — Марк и Радомир, внучки — Ивана и Петра.

## Личная жизнь
В Испании Антич жил в Мадриде и в Марбелье.
Скончался 6 апреля 2020 года в Мадриде, в последние годы страдая от панкреатита.